# Thomas Stavngaard
Thomas Stavngaard (* 7. September 1974) ist ein ehemaliger dänischer Badmintonspieler. 

## Karriere
Thomas Stavngaard wurde 1996 und 1997 dänischer Meister im Mixed mit Ann Jørgensen. International war er unter anderem bei den French Open, Norwegian International, Irish Open, Czech International, Scottish Open, Denmark Open und den Nordischen Meisterschaften erfolgreich.

## Sportliche Erfolge
| Saison    | Veranstaltung                                    | Disziplin    | Platz | Name                                                 |
| --------- | ------------------------------------------------ | ------------ | ----- | ---------------------------------------------------- |
| 1993      | German Juniors                                   | Herrendoppel | 1     | Thomas Søgaard / Thomas Stavngaard                   |
| 1992/1993 | Dänemark: Einzelmeisterschaften der Junioren U19 | Mixed        | 1     | Thomas Stavngaard / Sara Runesten-Petersen, Lillerød |
| 1995      | Norwegian International                          | Mixed        | 1     | Thomas Stavngaard / Ann Jørgensen                    |
| 1995      | Norwegian International                          | Herrendoppel | 1     | Jim Laugesen / Thomas Stavngaard                     |
| 1995      | French Open                                      | Mixed        | 1     | Thomas Stavngaard / Anne Søndergaard                 |
| 1995      | Irish Open                                       | Herrendoppel | 1     | Jim Laugesen / Thomas Stavngaard                     |
| 1995      | Czech International                              | Herrendoppel | 1     | Thomas Stavngaard / Janek Roos                       |
| 1995/1996 | Dänemark: Einzelmeisterschaften                  | Mixed        | 1     | Thomas Stavngaard / Ann Jørgensen, Lillerød          |
| 1996      | Scottish Open                                    | Herrendoppel | 1     | Jim Laugesen / Thomas Stavngaard                     |
| 1996      | Denmark Open                                     | Herrendoppel | 1     | Thomas Stavngaard / Jim Laugesen                     |
| 1996/1997 | Dänemark: Einzelmeisterschaften                  | Mixed        | 1     | Thomas Stavngaard / Ann Jørgensen, Lillerød          |
| 1999      | Nordische Meisterschaften                        | Herrendoppel | 1     | Thomas Stavngaard / Lars Paaske                      |
| 1999      | Swiss Open                                       | Herrendoppel | 3     | Thomas Stavngaard / Janek Roos                       |